# Hiperinflação no Brasil

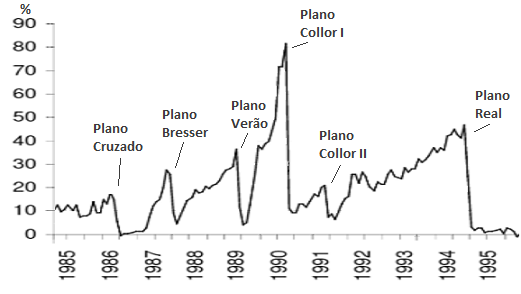
Gráfico mostrando a inflação mensal (IGP-DI) e as quedas provocadas pelos principais planos econômicos.

A hiperinflação no Brasil ocorreu entre os três primeiros meses de 1990. As taxas mensais de inflação entre janeiro e março de 1990 foram de 71,9%, 71,7% e 81,3%, respectivamente. Conforme aceito pelo Fundo Monetário Internacional (FMI), a hiperinflação é definida como um período de tempo em que o nível médio de preços de bens e serviços aumenta mais de 50% ao mês.
O Brasil experimentou mais de uma década de inflação muito alta – muitas vezes inflação mensal de dois dígitos – precedendo o período hiperinflacionário. A nação sustentou a hiperinflação por menos de meio ano. Este evento econômico foi o culminar de uma série de aspectos estruturais da economia brasileira, incluindo, mas não exclusivamente, comércio exterior limitado e alta dívida pública externa, bem como medidas preventivas malsucedidas.
O governo brasileiro respondeu à hiperinflação usando vários períodos de congelamento de preços para interromper artificialmente a inflação. Isso foi eficaz no gerenciamento da hiperinflação por alguns meses. Em julho de 1990, os controles de preços foram suspensos e a hiperinflação voltou.
O período de hiperinflação foi resolvido após a implantação do Plano Real (1994). A economia brasileira tinha recursos financeiros limitados para sustentar uma política fiscal expansionista. O Plano Real envolvia ancorar a economia em uma unidade de conta separada, a Unidade Real de Valor (URV), em vez da moeda, o cruzeiro. A função de pagamento foi então transferida para a URV que passou a ser o real. A separação e reintegração da função do dinheiro foi bem sucedida em limitar a inflação no curto e longo prazo.

## Histórico
Durante os anos 1970, a ditadura militar aproveitou os altos preços do petróleo para explorar suas "vantagens comparativas" com o objetivo de aprofundar sua industrialização e, assim, alcançar um alto crescimento econômico entre 1974 e 1980, ao custo do aumento do endividamento e da inflação.
Em 1981, o Brasil estava com sérios problemas para pagar suas obrigações, elevando a taxa de juros, o que resultou na imposição de um plano de austeridade que tentou, sem sucesso, reduzir os grandes déficits fiscais. A situação econômica provocou uma grande crise política que em 1985 pôs fim a 20 anos de ditadura militar no Brasil e o retorno à democracia. Até então, a necessidade de adotar uma política fiscal que pudesse manter o setor público sem o recurso à inflação tornou-se imperativa. O Plano Cruzado de 1986 foi o primeiro e mais importante de três planos econômicos heterodoxos empreendidos com o objetivo de neutralizar a hiperinflação através do controle de preços. No entanto, uma série de erros (principalmente ignorando a situação do setor público) significou o fracasso destes planos, enquanto a inflação continuou a acelerar no final da década de 1980.

## Planos de estabilização
A inflação vinha a níveis elevados desde antes da ditadura militar brasileira (1964-1985), gerada principalmente pela expansão monetária e crise do petróleo. Ao final do regime, neste período a média de inflação anual foi de 69,89% a.a., com pico de 235% em 1985.
Por isso, alguns planos de estabilização monetária ocorreram já sob a ditadura, em especial durante o governo João Figueiredo. A tabela a seguir mostra os planos de estabilização da ditadura em diante.
|    | Plano            | Data                    | Presidente               | Ministro da Fazenda                             | Ref                  |
| -- | ---------------- | ----------------------- | ------------------------ | ----------------------------------------------- | -------------------- |
| 1  | Plano Delfim I   | 1979                    | João Figueiredo          | Antônio Delfim Netto (Ministro do Planejamento) | [ 1 ]                |
| 2  | Plano Delfim II  | 1981                    | João Figueiredo          | Antônio Delfim Netto (Ministro do Planejamento) | [ 1 ]                |
| 3  | Plano Delfim III | 1983                    | João Figueiredo          | Antônio Delfim Netto (Ministro do Planejamento) | [ 1 ]                |
| 4  | Plano Dornelles  | abril-junho de 1985     | José Sarney              | Francisco Dornelles                             | [ 1 ]                |
| 5  | Plano Cruzado    | 28 de fevereiro de 1986 | José Sarney              | Dilson Funaro                                   | [ 10 ] [ 11 ]        |
| 6  | Plano Cruzado II | 21 de novembro de 1986  | José Sarney              | Dilson Funaro;                                  | [ 12 ] [ 13 ]        |
| 7  | Plano Bresser    | 12 de junho de 1987     | José Sarney              | Luiz Carlos Bresser-Pereira                     | [ 14 ] [ 15 ] [ 16 ] |
| 8  | Feijão com Arroz | 06 de janeiro de 1988   | José Sarney              | Maílson da Nóbrega                              | [ 17 ] [ 18 ]        |
| 9  | Plano Verão      | 15 de janeiro de 1989   | José Sarney              | Maílson da Nóbrega;                             | [ 19 ] [ 20 ] [ 16 ] |
| 10 | Plano Collor     | 15 de março de 1990     | Fernando Collor de Mello | Zélia Cardoso de Mello                          | [ 21 ] [ 16 ]        |
| 11 | Plano Eris       | maio-dezembro de 1990   | Fernando Collor de Mello | Zélia Cardoso de Mello                          | [ 1 ]                |
| 12 | Plano Collor II  | 31 de janeiro de 1991   | Fernando Collor de Mello | Zélia Cardoso de Mello                          | [ 22 ] [ 16 ]        |
| 13 | Plano Marcílio   | 10 de maio de 1991      | Fernando Collor de Mello | Marcílio Marques Moreira;                       | [ 1 ]                |
| 14 | Plano Real       | 01 de Julho de 1994     | Itamar Franco            | Fernando Henrique Cardoso                       | [ 23 ] [ 24 ] [ 25 ] |

### Plano Cruzado

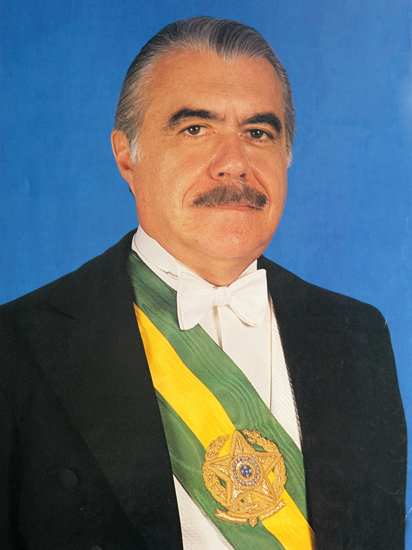
Ex-presidente José Sarney

Instituído em 28 de fevereiro de 1986, este Plano era basicamente o congelamento de preços, corte de 3 zeros na moeda com a troca do Cruzeiro pelo Cruzado (1 Cruzado = 1 000 Cruzeiros), mantendo a inflação baixa enquanto vigorava o plano. Ele acabou por causar uma escassez generalizada de todos os produtos que tiveram seus preços congelados. O governo não tinha responsabilidade fiscal e, durante a vigência do plano, a base monetária do governo continuava a expandir. Em março de 86 a base monetária estava em CR$ 70 029 000,00 e, em novembro de 1986, já estava em CR$ 172 456 000,00, um aumento de 146,3% na quantidade de moeda em circulação.

#### Plano Cruzado II
Durante a vigência do Plano Cruzado em 86 o desabastecimento de vários produtos deu origem a um mercado negro, o que levou o governo a lançar um plano de reajuste econômico em 02 de novembro de 86. Os impostos das bebidas e cigarros foram reajustados e o preço de alguns produtos foram descongelados fazendo com que o preço de alguns produtos dobrasse, trazia também aumento de impostos como um aumento de 100% no IPI Além de uma lista de aumento de preços: 60% para a gasolina e o álcool; 80% para os automóveis; 25% para o açúcar; 30% para as tarifas de telefonia; 80% para as tarifas postais e 40% para a energia elétrica.
Em 20 de fevereiro de 1987 o Governo declarou moratória da dívida, que se estendeu até setembro de 88.

### Plano Bresser

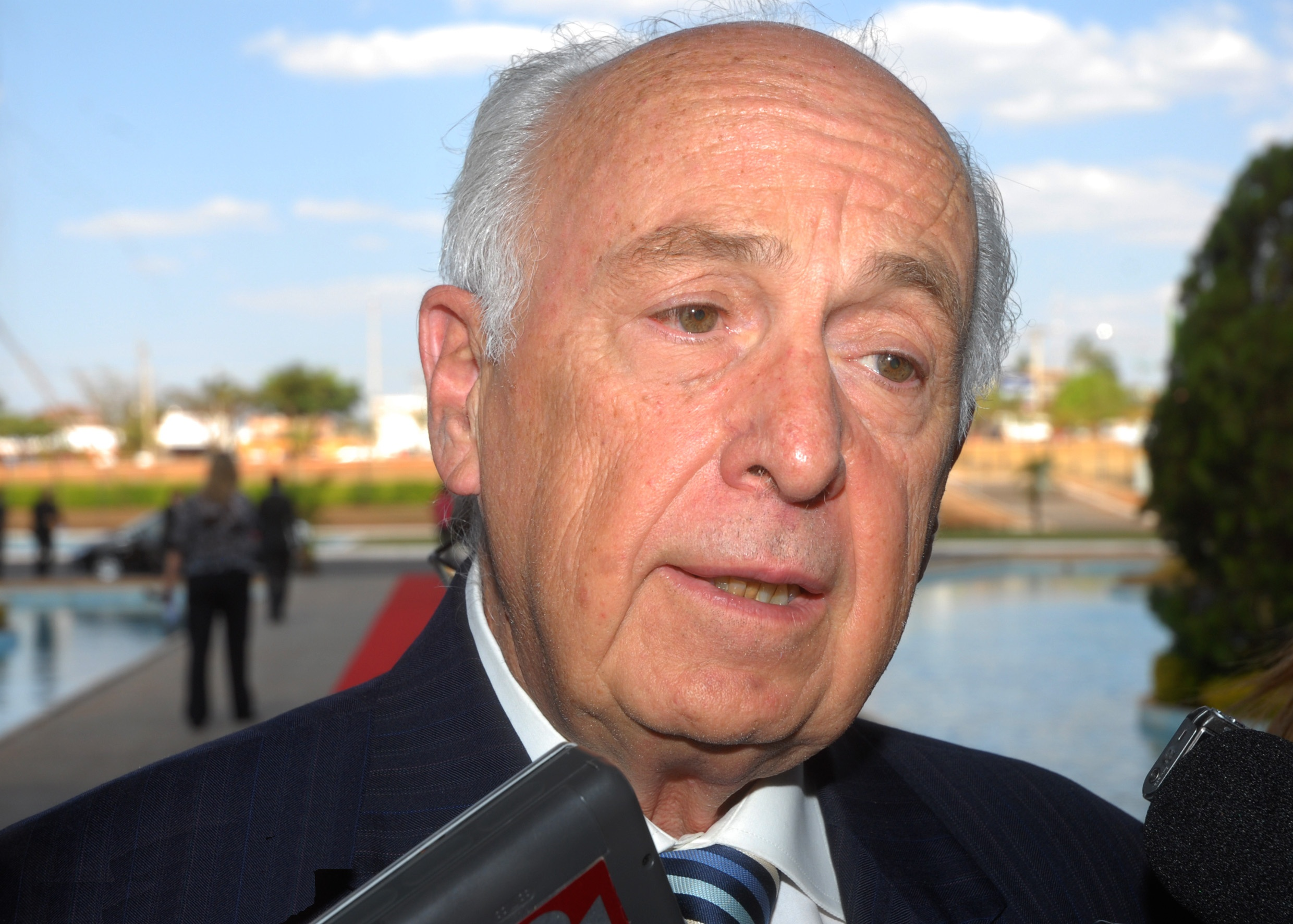
Luiz Carlos Bresser-Pereira, a autoridade responsável pelo plano.

O Plano Bresser foi instituído em 12 de junho de 1987, através dos Decretos-Lei nº 2.335/87, nº  2.336/87 e nº 2.337/87 durante o governo José Sarney, quando Luiz Carlos Bresser-Pereira era o Ministro da Fazenda. O plano Bresser seguiu o Plano Cruzado II, que havia fracassado na tentativa de controlar a inflação.
No dia 12 de junho, Bresser anuncia o novo plano de estabilização: congelamento, por 90 dias, de preços, salários e de câmbio, depois de realizar a conversão dos primeiros pelo pico, dos segundos pela média e do terceiro com uma desvalorização de 10%. Pretendia, com a desvalorização do câmbio, conter as importações que haviam arrebentado as contas externas no Plano Cruzado. Como os preços já tinham sido corrigidos, imaginava que não haveria pressão por reajustes. Mas não é o que acontece, até porque o impacto da desvalorização cambial passa a ser repassado, pelos empresários, aos preços. De fato, para preços e salários o Plano previa um "gatilho" baseado na média de inflação do trimestre anterior, chamado de URP (Unidade de Reajuste de Preços), mas, na prática,   esse reajuste controlado acabou valendo somente para os salários.
Com Bresser, o Brasil decreta nova moratória em julho, desta vez ao Clube de Paris, e propõe grandes cortes de gastos e de subsídios, com demissões de pessoal no setor público, enxugamento da máquina governamental e cortes nos investimentos públicos. Ao mesmo tempo, tenta retomar negociações externas, mas a recepção dos credores é ruim. Greves de trabalhadores e protestos empresariais (sobretudo das montadoras de automóveis: a Autolatina chega a fazer lockout por alguns dias) crescem contra o plano econômico no segundo semestre, e alguns reajustes começam a ser liberados para preços e tarifas.

### Plano Verão

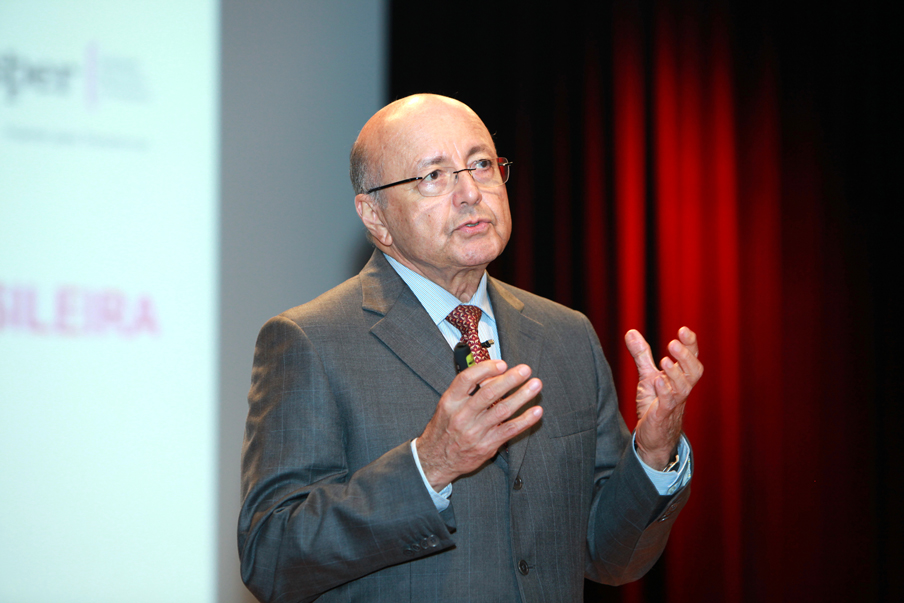
Maílson da Nóbrega, ex-Ministro da Fazenda

O Plano Verão foi instituído em 15 de janeiro de 1989, através da medida provisória nº 32, (depois convertida na Lei nº 7.730), durante o governo do presidente  José Sarney, tendo sido implementado pelo Ministro da Fazenda Maílson Ferreira da Nóbrega, que havia assumido o lugar de Bresser-Pereira.
O Plano Verão modificava o índice de rendimento da caderneta de poupança, congelava preços e salários, criava  uma nova moeda, o cruzado novo (inicialmente atrelada em paridade com o dólar). A lei também dispunha sobre a desindexação da economia, como estratégia de combate à inflação. Assim, foi a  Obrigação do Tesouro Nacional  (OTN), título público cujo variação era usada como  índice de correção monetária. Assim como ocorreu no Plano Bresser, o Plano Verão também gerou grandes desajustes às cadernetas de poupança, cujas perdas chegaram a 20,37%.
Prometeu-se um ajuste fiscal amplo com extinção de ministérios, demissão de servidores, privatizações e controle de despesas em regime de caixa. Graças as greves de trabalhadores pedindo por reposição salarial em abril foram autorizados os primeiros reajustes de preços e o governo concedeu reposição salarial adicional de até 13,1%, dependendo da categoria profissional. Em maio de 1989 o ágio no mercado paralelo de dólares alcançava 200%. As eleições de novembro realizaram-se sob uma inflação de 45% ao mês. De fevereiro de 1986 até novembro de 1989 o Índice IPCA acumulado já era de 107.492,07%.

### Plano Collor

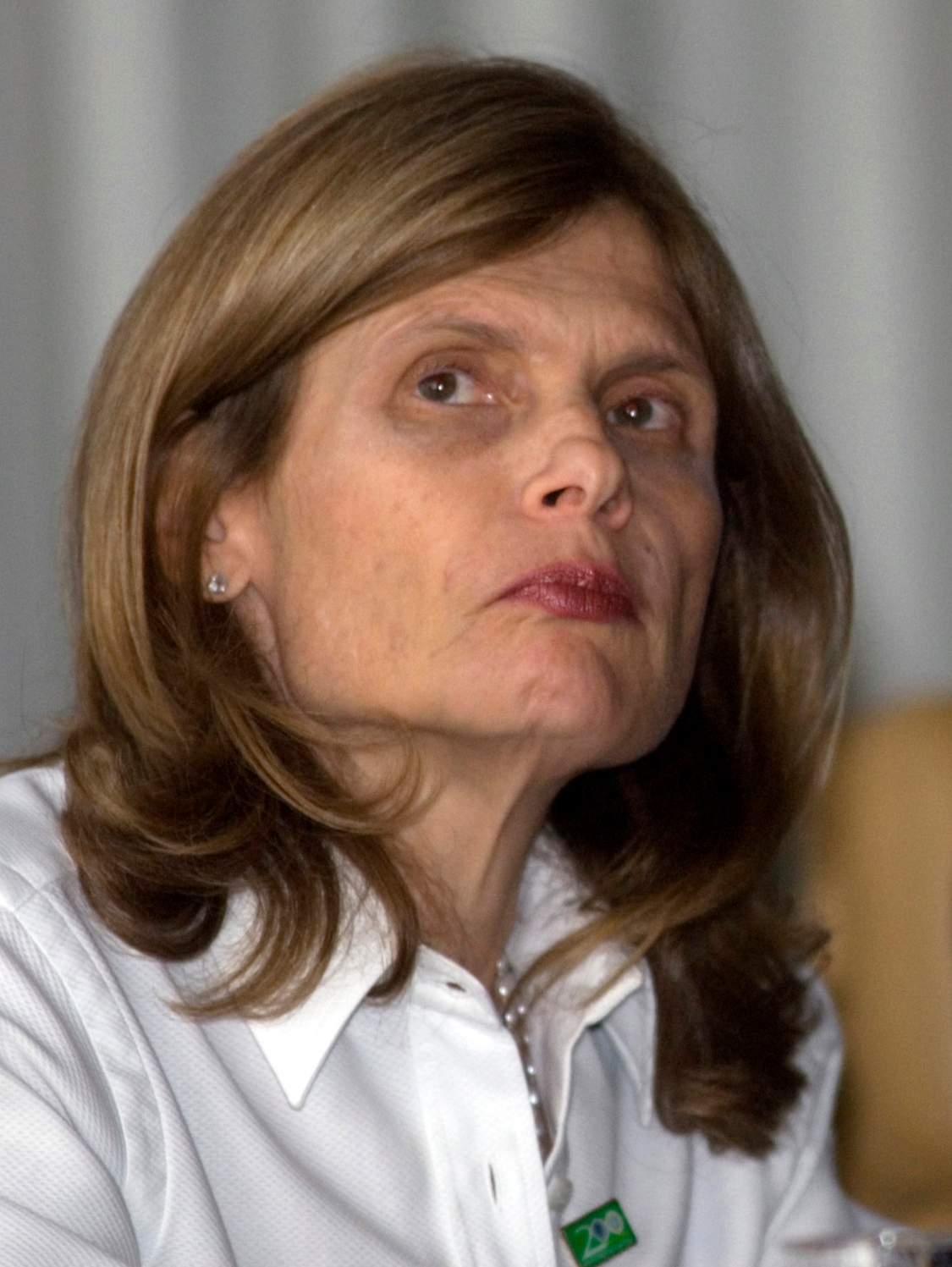
Zélia Cardoso de Mello foi uma das economistas que desenvolveu o Plano Collor.

O plano Collor, idealizado e lançado pelo presidente da república em vigor, Fernando Collor de Melo, entrou em vigor por Medida Provisória , o que significa que não foi debatido pelo Congresso Nacional, não foi citado durante sua campanha eleitoral e pegou todos de surpresa em 16 de março de 1990 com um pronunciamento do próprio Collor explicando o plano. As principais medidas foram: Preços deveriam voltar aos valores de 12 de março de 90, mudança da denominação da moeda de Cruzados Novos para Cruzeiros sem corte de zeros, confisco das poupanças de quem tivesse valores acima de 50 000 Cruzeiros, Inicio do processo de privatização das estatais, reforma administrativa com o fechamento de ministérios, autarquias e empresas públicas, demissão de funcionários públicos, abertura do mercado brasileiro ao exterior com a extinção de subsídios do governo e flutuação cambial sobre controle do governo.
O governo pretendia devolver o confisco das poupanças em 18 meses com correção de 6% ao ano, tal fato nunca ocorreu e as pessoas tiveram que entrar na justiça para reaver o seu dinheiro, o Plano Collor foi um fracasso embora tivesse conseguido diminuir a inflação no primeiro mês, do inicio da vigência do Plano Collor até pouco antes do Plano Collor II o IPCA acumulado já estava em 605,77% e a quantidade de dinheiro em circulação aumentara cerca de 1 206,96% no mesmo período. Somente no Ano de 1990 a base monetária sofreu um aumento de 270,37% para cobrir o déficit que beirava 6,9% do PIB.
Foram privatizadas 18 empresas atuantes no setor primário da economia, com ênfase no setor siderúrgico. Foi gerada uma receita de 4 bilhões de dólares.

#### Plano Collor II
Foi um novo conjunto de medidas em 31 de janeiro de 1991, tinha como objetivo o mesmo do plano anterior, combater a inflação e forçar o ajuste das contas públicas e desindexar a economia acelerando o processo de abertura econômica. juntamente com congelamento de preços, uma regra para atualização dos salários e reajuste dos alugueis com base na atualização dos salários, criação da TR, ampliação do IOF, e um cronograma de redução de tarifas de importação.
Em maio de 1991 a ministra da economia foi substituída, durante fevereiro e maio o IPCA acumulado foi de 52,39%

### Plano Real

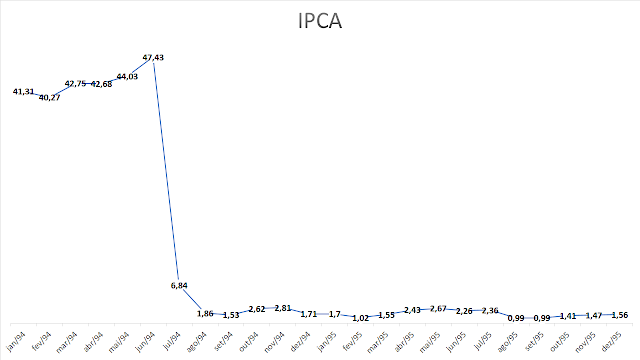
Gráfico do IPCA entre janeiro de 1994 e dezembro de 1995

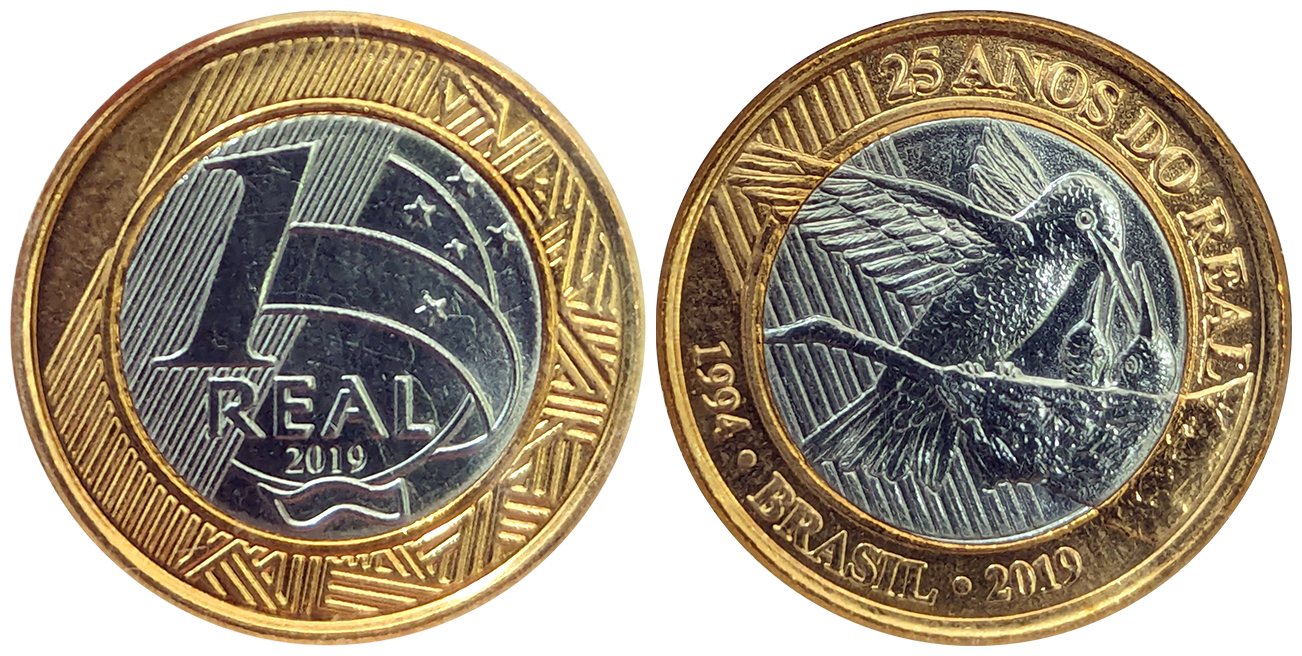
Moeda de 1 real comemorativa de 25 anos do Plano Real, que trouxe estabilidade para a economia brasileira após anos de hiperinflação.

Em 23 de julho de 1993 haveria mais um simples corte de zeros na moeda (1000:1) surgindo assim o Cruzeiro Real, em 10 meses o meio circulante da nova moeda seria inflacionado em 3 752% e o IPCA no período seria de 5 265,99%.
Todos os preços passariam a ser cotados em URV para apagar a memória inflacionária que causava a inflação inercial, a URV tinha um valor que representava a cotação de fechamento do dólar no dia anterior, houve então uma "dolarização" completa da economia, pois os preços estavam cotados em "dólar", bastando converter o valor dos produtos em URV pela cotação da URV com o Cruzeiro Real para se obter o valor em Cruzeiro Real.
No dia da transição, o valor de 1 URV estava cotado em CR$ 2 750,00 - Houve então uma conversão de 1:1 da URV para o Real, representando 2 750 cruzeiros reais para cada 1 real, criando-se assim o Real.
Principais medidas:
- Corte de despesas e aumento de 5.5 p.p em todos os impostos federais;
- Desindexação da economia, ajustes de preços anualizados, sem congelamento;
- Redução de impostos de importação e abertura da economia;
- Privatizações.[53]

Após a implantação do Plano Real, a inflação estabilizou-se. Em 1999, como parte do tripé macroeconômico, foi criado o regime de metas de inflação, que tem por objetivo fazer com que a inflação oscile dentro de uma faixa estabelecida pelo CMN.